# Thyroscyphus macrocyttarus
Thyroscyphus macrocyttarus är en nässeldjursart som först beskrevs av Jean Vincent Félix Lamouroux 1824.  Thyroscyphus macrocyttarus ingår i släktet Thyroscyphus och familjen Thyroscyphidae. Inga underarter finns listade i Catalogue of Life.